# Ugo Porzio Giovanola
Ugo Porzio Giovanola (Novara, 1889 – 1949) è stato un politico, antifascista e partigiano italiano.

## Biografia
Nato a Novara nel 1889, esercitò la professione di avvocato e combatté la prima guerra mondiale. Si interessò fin da giovane alla politica e iniziò a militare nel Partito Socialista Italiano, di cui fu anche segretario di sezione.
Con l'affermarsi della dittatura fascista subì le intimidazioni degli squadristi e nel 1924 fu costretto a lasciare Novara dopo le percosse ricevute insieme ad Alberto Jacometti. Frequentò così gli ambienti antifascisti clandestini, stringendo legami con i rifugiati in Francia. Durante le lotte partigiane nell'Ossola rientrò in Italia dalla Svizzera e prese parte alla formazione del Comitato di liberazione nazionale, in rappresentanza dei socialisti.
Nel secondo dopoguerra fu sindaco di Novara dal 1947 al 1949, anno in cui morì.